# Гусаренко Леоніда Львівна
Леоніда Львівна Гусаре́нко (нар. 9 квітня 1926, Добровеличківка) — український живописиця та художниця театру; член Спілки радянських художників України з 1962 року.

## Біографія
Народилася 9 квітня 1926 року в селі Добровеличківці (нині селище Кіровоградської області, Україна). 1952 року закінчила Сімферопольське художнє училище, де навчалася у Віктора Апановича, Федора Захарова, Михайла Крошицького.
Працювала у Сімферополі протягом 1952—1955 років художником-постановником у Кримському театрі ляльок; у 1955—1972 роках — у Кримському російському драматичному театрі імені Максима Горького; у 1972—1978 роках — у Кримському українському музично-драматичному театрі.
Мешкала у Сімферополі в будинку на вулиці Горького, № 10, квартира № 13 та у будинку на вулиці Кечкеметській, № 101, квартира № 32.

## Творчість
Працювала у галузях станкового живопису та сценографії. 
Живопис
- «Маки» (1984);
- «Бузок» (1986);
- «Грушевий цвіт» (1987);
- «Польові квіти» (1993);
- «Соняшники» (2000);
- «Натюрморт із квітами» (2001).

Оформила вистави
Кримський російський драматичний театр імені Максима Горького
- «Іспанський священик» Джона Флетчера (1956);
- «Красунчик чоловік» Олександра Островського (1958);
- «Рюї Блаз» Віктора Гюго (1969);
- «Останні» Максима Горького (1971);

Кримський український музично-драматичний театр
- «Сорочинський ярмарок» за Миколою Гоголем (1973);
- «Наймичка» Івана Карпенка-Карого (1975);
- «Тил» Миколи Зарудного (1976).